# Lilie z Jeruzalem
Lilie z Jeruzalem (norw. Liljer fra Jerusalem) – powieść kryminalna norweskiego pisarza Gerta Nygårdshauga (w Polsce pod pseudonimem Gert Godeng), opublikowana w 2001, a w Polsce w 2008 w tłumaczeniu Elżbiety Frątczak-Nowotny.

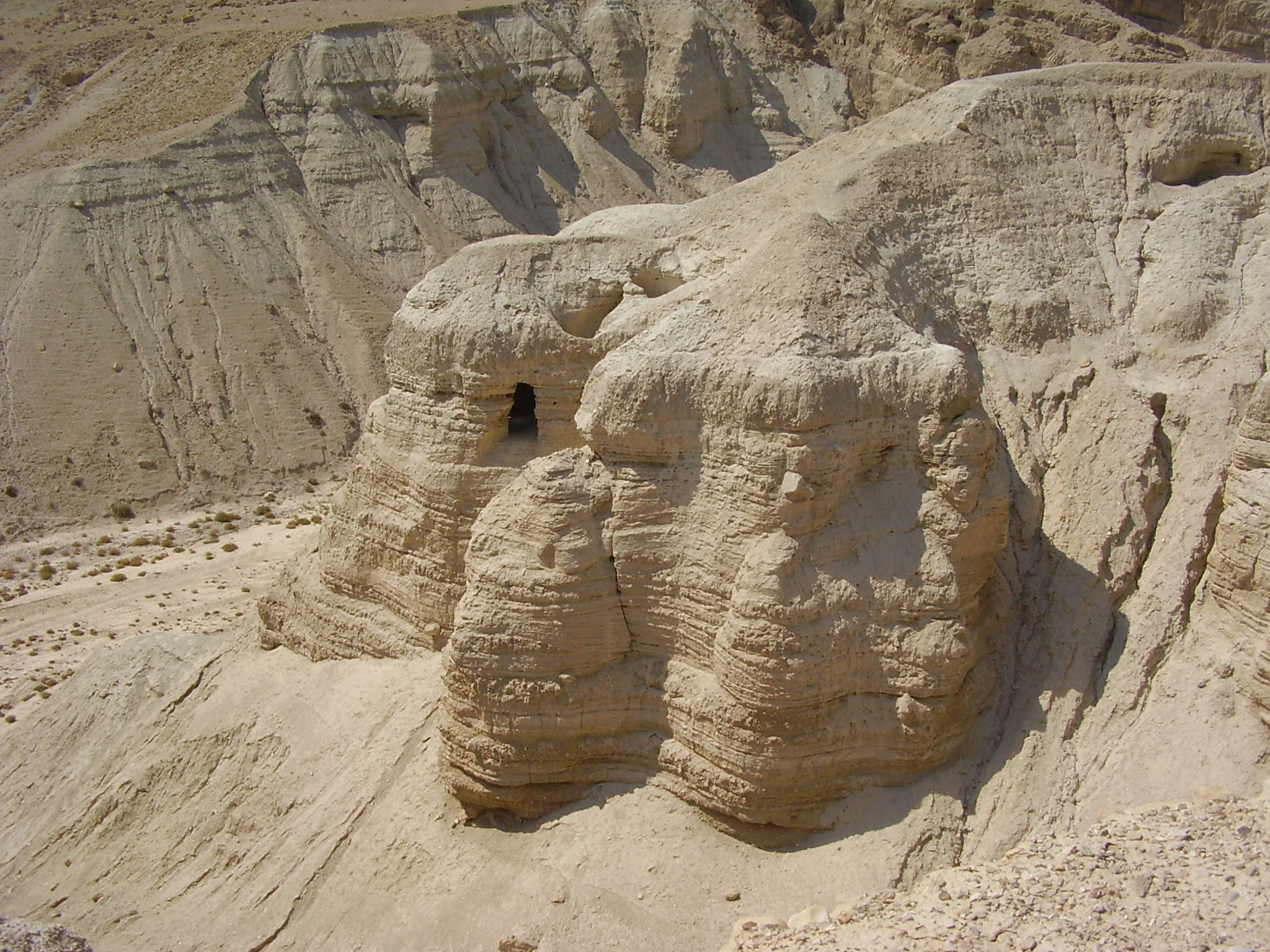
Groty w Kumran

Jest ósmą powieścią cyklu Krew i wino, w której występuje smakosz, znawca języków i detektyw amator Fredric Drum oraz Skarphedin Olsen, detektyw pracujący w Centrali Policji Kryminalnej  w Oslo (ten drugi jest postacią centralną tej części cyklu). Sprawa dotyczy tym razem tajemniczego morderstwa na Starym Mieście w Oslo (Saxegaardsgata 1) – nie znaleziono tam ciała, ale tylko cztery litry zakrzepłej, ludzkiej krwi. Zniknął też właściciel lokalu - Aron Rhymfaxe, inwalida na wózku. W mieszkaniu, opróżnionym ze sprzętów, znaleziono osiem zeszytów z dziwnym pismem, dotyczącym alchemii, jak również kupkę rudy żelaza z Folldal i kupkę złotego proszku najwyższej jakości. W wazonie stało sześć lilii (kultywar 'Journey's End'). W zbliżonym czasie doszło do zamachu bombowego w Oslo przy Gables Gate, w którym zginęło młode małżeństwo. Wszystkie tropy prowadzą w świat alchemii (m.in. do pism Fulcanellego), Esseńczyków, a także do starożytnego miasta Kumran w Izraelu, nad brzegiem Morza Martwego i odnalezionych tam antycznych zwojów.